# Lenka Vaňková
Lenka Vaňková (* 17. září 1956 Orlová) je česká germanistka a členka Mezinárodní vědecké rady Institutu pro německý jazyk v Mannheimu. V minulosti vedla katedru germanistiky Filozofické fakulty Ostravské univerzity a byla předsedkyně Svazu germanistů ČR.

## Životopis
Lenka Vaňková vystudovala germanistiku a rusistiku na Filozofické fakultě Masarykovy univerzity v Brně. Od roku 1999 je vedoucí katedry germanistiky Filozofické fakulty Ostravské univerzity. V roce 2002 se habilitovala na Filozofické fakultě II würzburské univerzity. V roce 2004 úspěšně absolvovala habilitační řízení na Filozofické fakultě Univerzity Palackého v Olomouci a obdržela vědecko-pedagogický titul docentka. V letech 2003–2005 byla proděkankou pro zahraniční styky a rozvoj na Filozofické fakultě Ostravské univerzity. V roce 2010 byla jmenovaná profesorkou v oboru Německý jazyk. Od roku 2014 je členkou Mezinárodní vědecké rady Institutu pro německý jazyk v Mannheimu.
Je vdaná a má dvě dcery.

## Profesní zaměření
Od roku 2011 je Lenka Vaňková ředitelkou Centra výzkumu odborného jazyka na Filozofické fakultě Ostravské univerzity. Aktivně podporuje vědecký dorost a je úspěšná na poli mezinárodní spolupráce. Stala se řešitelkou projektů Grantové agentury České republiky a Grantové agentury Akademie věd České republiky. Odborná veřejnost jí vděčí mimo jiné za transkripci a jazykovou analýzu nesčetných německých středověkých a raně novověkých medicínských rukopisů dochovaných v českých zemích. Od roku 1999 do roku 2022 byla vedoucí katedry germanistiky Filozofické fakulty Ostravské univerzity.

## Výzkumné granty (výběr)
- Posílení rozvoje Centra výzkumu odborného jazyka angličtiny a němčiny na Filozofické fakultě Ostravské univerzity (CZ.1.07/2.3.00/20.0222: 2012-2015)
- Výrazové prostředky emocionality v německo-české jazykové konfrontaci (GA405/09/0718: 2009-2013)
- Soupis a základní filologické vyhodnocení německých středověkých a raně novověkých medicínských rukopisů dochovaných v českých zemích (IAA901860901: 2009-2012) – Lékařské texty v archivech a knihovnách Čech a Moravy (14.-16. století)

## Publikační činnost (výběr)
- s Axelem Satzgerem a Norbertem Richardem Wolfem (Eds.): Fachkommunikation im Wandel. Ostravská univerzita v Ostravě, Ostrava 2015, ISBN 978-80-7464-745-1.
- et al.: Lexikalische Ausdrucksmittel der Emotionalität im Deutschen und im Tschechischen. Ostravská univerzita v Ostravě, Ostrava 2015, ISBN 978-80-7464-460-3.
- (Ed.): Emotionalität im Text. Stauffenburg-Verl., Tübingen 2014, ISBN 978-3-9580950-6-9.
- s Václavem Bokem, Gundolfem Keilem a Lenkou Vodrážkovou: Medizinische Texte in Archiven und Bibliotheken Böhmens und Mährens. (14.-16. Jh.). Ostravská univerzita v Ostravě, Ostrava 2014, ISBN 978-80-7464-193-0.
- (Ed.): Fachtexte des Spätmittelalters und der Frühen Neuzeit. Tradition und Perspektiven der Fachprosa- und Fachsprachenforschung. De Gruyter, Berlin 2014, ISBN 978-3-11-035313-6.
- s Gundolfem Keilem: Mesuë a jeho "Grabadin" / Mesuë und sein "Grabadin". Tilia, Šenov u Ostravy 2005, ISBN 80-7042-685-3.
- Medizinische Fachprosa aus Mähren. Sprache - Struktur - Edition. Reichert, Wiesbaden 2004, ISBN 3-89500-394-8.
- Die frühneuhochdeutsche Kanzleisprache des Kuhländchens. Lang, Frankfurt am Main/Berlin 1999, ISBN 3-631-34349-3.